# Kászonyi István (jezsuita szerzetes)
Kászonyi István (1653. február 6. – Varasd, 1706. február 25.) bölcseleti doktor, jezsuita áldozópap és tanár.

## Élete
Erdélyben született. 1674. október 11-én lépett a rendbe; tanította a grammatikát, retorikát és bölcseletet; rektor volt Ungvárt és hét évig több rendház főnöke.

## Munkája
- Septem Allocutiones Militares Belli Ducum nostri Temporis. Honori Reverendorum, Nobilium, ac Eruditorum dominorum AA. LL. & Philosophiae Neo-Magistrorum in Alma Episcopali Universitate Cassoviensi. Per R. P. Stephanum Kaszony ... Anno MDCXCIV, Leutschoviae (De Backer szerint Ivanich György jezsuita munkája)